# Mace (marque)
Pour les articles homonymes, voir Mace (homonymie).
Mace est la marque commerciale d'une substance utilisée comme moyen de défense personnelle. 
Contenue dans une bombe aérosol la substance, lorsqu'elle est projetée au visage d'une personne, est suffisamment irritante pour dissuader et neutraliser.
Inventé par un couple américain dans les années 1960, le premier produit commercial de ce type se vend dans une bombe aérosol comprenant une solution de chloroacétophénone dissout dans un solvant organique.
Dans les années 2020, le produit est si populaire aux États-unis que le mot « mace » sert à nommer toute substance liquide servant à la défense personnelle lorsque projetée, peu importe la composition de la substance,. 
En anglais américain, le terme « maced » est utilisé pour indiquer qu'une personne a été aspergée d'un gaz poivre.

## Histoire
La substance originale comprend 1 % de chloroacétophénone dans un solvant composé de butan-2-ol, propylène glycol, cyclohexène et esther de dipropylène glycol méthyle.[réf. souhaitée]
Elle a été mise au point dans les années 1960 par l'Américain Allan Lee Litman et sa femme Doris Litman lorsqu'une collègue féminine de Doris a subi un vol. Allan Lee Litman a conçu le récipient servant à projeter le liquide incapacitant. 
La société Chemical Mace a été fondée pour fabriquer et commercialiser le produit.
En 1987, elle est vendue à Smith & Wesson, qui fabrique alors le liquide à sa division Lake Erie Chemical. 
Elle cède par la suite les activités de sa division chimique à la société Jon E. Goodrich, qui va créer la société Mace Security International.
Mace Security International détient la marque commerciale « Mace »,,,.
En 2020, la formule chimique du Mace ne contient plus de chloroacétophénone (une substance toxique). Il a été remplacé par une oléorésine de capsaïcine. Les forces policières américaines préfèrent utiliser ce dernier produit. La société Mace Security International produit également en 2017 un produit incapacitant qui comprend du chloroacétophénone, de la capsaïcine et un pigment sensible aux ultraviolets.